# Rhipidia monoxantha
Rhipidia monoxantha är en tvåvingeart som först beskrevs av Alexander 1944.  Rhipidia monoxantha ingår i släktet Rhipidia och familjen småharkrankar.
Artens utbredningsområde är Venezuela. Inga underarter finns listade i Catalogue of Life.